# Cédric Collet
Pour les articles homonymes, voir Collet.
Cédric Collet est un footballeur français né le 7 mars 1984 à Brétigny-sur-Orge. Il mesure 1,82 m pour 76 kg et joue au poste de milieu de terrain et attaquant.

## Carrière

### Débuts difficiles
Il commence sa carrière en amateur à l'AS Égly avant de signer pour le club de sa ville, au CS Brétigny. Le Paris Saint-Germain le détecte et décide de le faire signer. Malheureusement, il ne jouera qu'en CFA avec le PSG. Il décide alors de retourner dans l'amateurisme et l'anonymat avec le CS Brétigny. Là bas, il peut exprimer son talent et Philippe Romieu, alors chargé du recrutement post-formation novateur de Sedan le repère et lui propose de signer dans les Ardennes. 
Après trois mois passés avec les moins de 18 ans, il se voit promu en CFA, où il joue avec l'équipe réserve sedanaise. Mais en deux ans, il ne joue que deux matchs avec l'équipe première (1 en Ligue 1 et 1 en Ligue 2) tant et si bien qu'il part pour une aventure en National.

### Place de titulaire dans le monde professionnel
Il obtient à Romorantin ses premiers galons de titulaire ou il joue 34 matchs en une saison de National. Il décide ensuite, après une année passée au Stade Olympique Romorantinais de partir pour l'ambitieux club de Tours FC, qu'il fait remonter de National jusqu'en Ligue 2. Bon joueur dans l'antichambre de l'élite, il est recruté par le Stade brestois en 2007 mais à la fin de la saison il décide de partir jouer à l'étranger.

### Exil et désillusion en Belgique
Alors que tout se passait pour le mieux en France, et désireux d'accomplir un nouveau challenge, en 2008, il prend donc la direction de la Belgique et s'exile à Mons où il effectue une bonne première saison. Puis profitant d'une offre d'un des plus gros clubs de Belgique, il est transféré le 26 juin 2009 au Standard de Liège, champion de Belgique en titre, sans pour autant jouer beaucoup de matchs (3 seulement). 
Devenu indésirable à l'été 2010, son contrat est résilié, et, désireux de rebondir en France, il signe en janvier 2011 en National à l'AS Beauvais.

### Retour en France et rebond à Reims
Mais il fait un court passage à Beauvais, puisqu'en juillet 2011, il est recruté par le Stade de Reims pour une durée de deux ans où il porte le numéro 10.Il joue son premier match avec Reims le 22 juillet 2011 face à Nantes ou son équipe s'incline 1-0 après prolongations au premier tour de la Coupe de la Ligue. Il résilie son contrat en fin de saison.

### Exil au Portugal
En août 2012, il signe un contrat d'une saison à Beira-Mar.

### Retour en France à l'US Créteil
Cedric Collet s'est engagé à l'été 2013 pour 2 ans avec l'US Créteil.
Il prend sa retraite le 29 juin 2020.

## En équipe nationale
- depuis 2008 : Guadeloupe

## Palmarès
- Championnat de France de National
  - Vice-champion de National : 2006 (Tours FC)